# Zavreliella lata
Zavreliella lata är en tvåvingeart som beskrevs av Reiss 1990. Zavreliella lata ingår i släktet Zavreliella och familjen fjädermyggor. Inga underarter finns listade i Catalogue of Life.